# Diözesanmuseum Posen

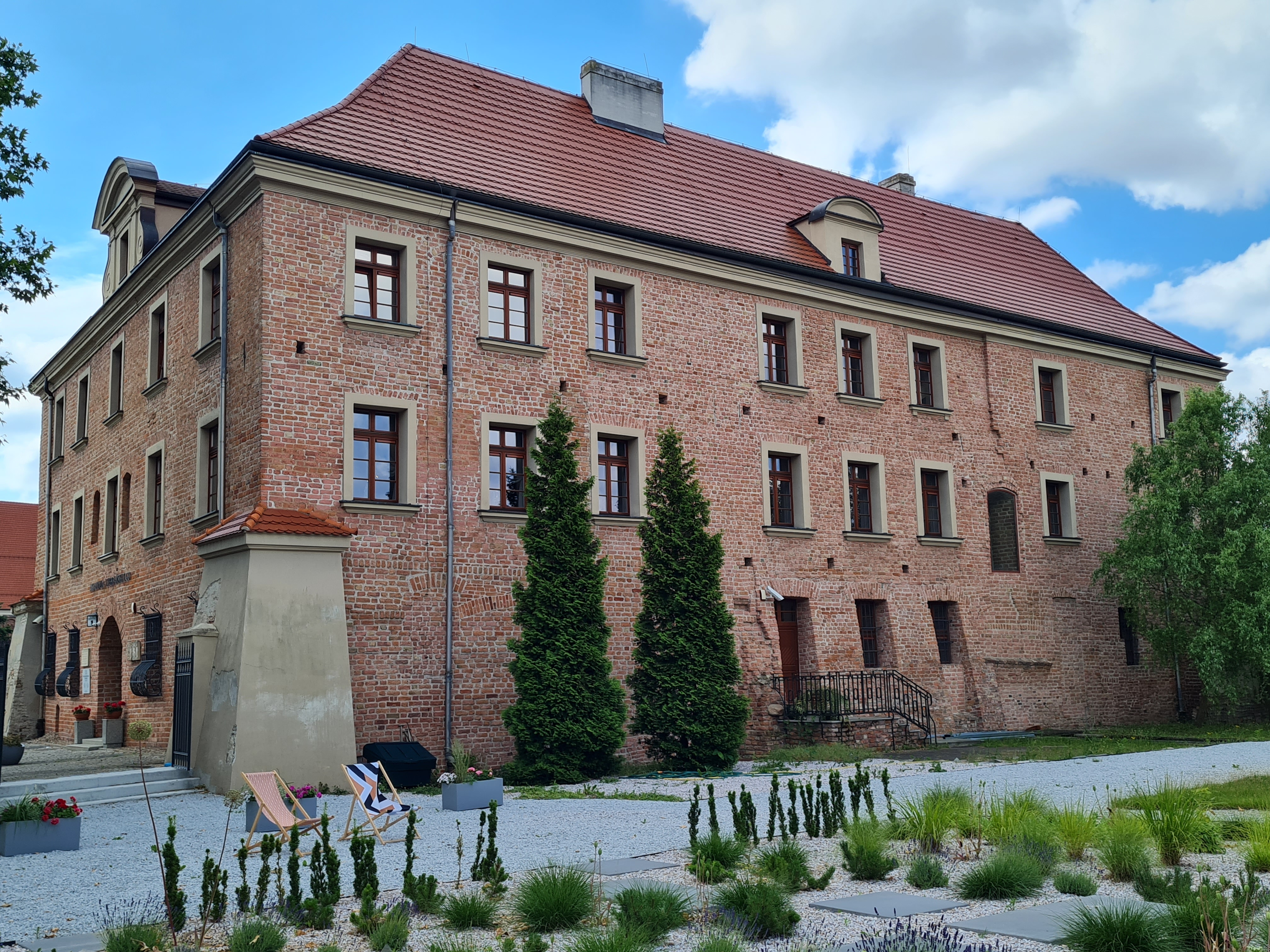
Hauptgebäude

Das Diözesanmuseum Płock ist eine kirchlich-kulturelle Einrichtung im großpolnischen Posen. Das 1898 in Preußen von Erzbischof Florian von Stablewski gegründete Diözesanmuseum ist eines der bedeutendsten Diözesanmuseen in Polen.

## Geschichte
Die Sammlung wurde dem Museum von der Kathedrale von Posen geschenkt. Ab 1924 wurde das Museum im Königsschloss zu Posen untergebracht. Nach dem Zweiten Weltkrieg zog das Museum in die Räumlichkeiten der Lubrański-Akademie.

## Bestände (Auswahl)
Zu den Ausstellungsstücken gehören Gemälde von unter anderem Michael Lancz, barocke Grabgemälde, gotische Madonnen und Pietas. 